# Alboreá
La alboreá è un cante gitano specifico per le nozze. Per la maggior parte dei cantautori gitani è un cante da destinarsi all'ambito delle nozze e non dovrebbe cantarsi fuori da questo contesto.
Il ritmo e l'accompagnamento di chitarra sono identici a quelli delle soleares. I testi attinenti a questo cante sono strofe formate da versi senari (hexasílabas).

## Discografia
- Magna antología del cante flamenco, vol. III, CD Edition, compilada por José Blas Vega, Hispavox, 1992